# ADD2
La beta-aducina es una proteína que en humanos está codificada por el gen ADD2.

## Función
Las aducinas son proteínas heteroméricas compuestas por diferentes subunidades denominadas aducinas alfa, beta y gamma. Las tres subunidades están codificadas por genes distintos y pertenecen a una familia de proteínas esqueléticas de membrana implicadas en el ensamblaje de la red espectrina-actina en eritrocitos y en sitios de contacto célula-célula en tejidos epiteliales.
Mientras que los aducinas alfa y gamma se expresan de forma ubicua, la expresión de aducinas beta está restringida al cerebro y los tejidos hematopoyéticos. Se encontró que la aducina, originalmente purificada a partir de eritrocitos humanos, es un heterodímero de las aducinas alfa y beta. Los polimorfismos que dan como resultado sustituciones de aminoácidos en estas dos subunidades se han asociado con la regulación de la presión arterial en un modelo animal de hipertensión. También se han descrito heterodímeros que constan de subunidades alfa y gamma. Estructuralmente, cada subunidad se compone de dos dominios distintos.
La región amino-terminal es resistente a proteasa y de forma globular, mientras que la región carboxi-terminal es sensible a proteasa. Este último contiene múltiples sitios de fosforilación para la proteína quinasa C, el sitio de unión para la calmodulina, y es necesario para la asociación con espectrina y actina. Se han descrito varios ARNm de aducina beta, empalmados alternativamente en el extremo 3 'y / o empalmados internamente y que codifican diferentes isoformas. Se desconocen las funciones de todas las diferentes isoformas.

## Interacciones
Se ha demostrado que ADD2 interactúa con FYN .